# Жордан Сефо
Жордан Сефо (фр. Jordan Sepho) — французький регбіст, олімпійський чемпіон. 
Золоту олімпійську медаль та звання олімпійського чемпіона Сефо виборов на Паризькій олімпіаді 2024 року в складі збірної Франції з регбі-7.